# Гурка-Яклінська
Гурка-Яклінська (пол. Górka Jaklińska) — село в Польщі, у гміні Конюша Прошовицького повіту Малопольського воєводства.
Населення — 234 особи (2011).
У 1975-1998 роках село належало до Краківського воєводства.

## Демографія
Демографічна структура станом на 31 березня 2011 року:
|          | Загалом | Допрацездатний вік | Працездатний вік | Постпрацездатний вік |
| -------- | ------- | ------------------ | ---------------- | -------------------- |
| Чоловіки | 116     | 28                 | 72               | 16                   |
| Жінки    | 118     | 19                 | 70               | 29                   |
| Разом    | 234     | 47                 | 142              | 45                   |